# Soquete 479

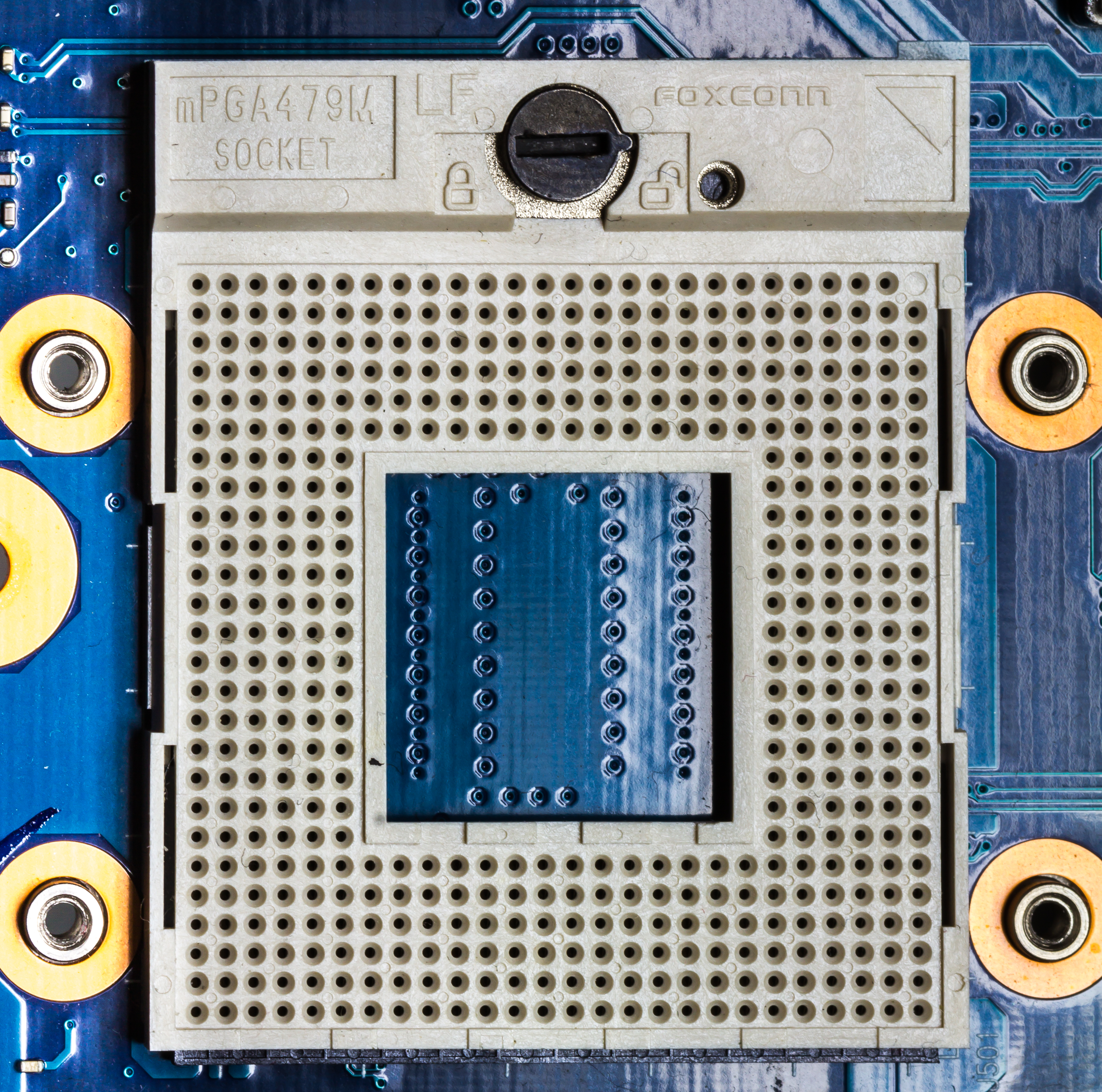
Exemplo do soquete PGA.

Soquete 479, também conhecido como mPGA479M, é um soquete introduzido em 2001 compatível com microprocessadores móveis Pentium M e Celeron da Intel, ambos utilizando somente 478 das 479 entradas para pinos disponíveis. Suporta um barramento frontal de 400 ou 533 MT/s.
É muito similar mecanica e eletricamente ao Soquete 478, sendo mesmo possível conectar processadores específicos desse soquete no 479, mas sem que funcionem. Por isso, a Asus lançou um adaptador que permite usar os Pentium M do 479 no soquete exclusivo de desktop. Em 2006, a Intel lançou seu sucessor, o Soquete M de 478 pinos. 